# Magnolia odoratissima
Magnolia odoratissima är en magnoliaväxtart som beskrevs av Yuh Wu Law och Ren Zhang Zhou. Magnolia odoratissima ingår i släktet Magnolia och familjen magnoliaväxter. Inga underarter finns listade i Catalogue of Life.